# Chickaloon (Alasca)
Chickaloon é uma Região censo-designada localizada no estado americano de Alasca, no Distrito de Matanuska-Susitna.

## Demografia
Segundo o censo americano de 2000, a sua população era de 213 habitantes.

## Geografia
De acordo com o United States Census Bureau, a localidade tem uma área de 207,9 km², dos quais 205,7 km² cobertos por terra e 2,2 km² cobertos por água.

## Localidades na vizinhança
O diagrama seguinte representa as localidades num raio de 40 km ao redor de Chickaloon.